# I'm on Fire (5000 Volts)
I'm on Fire is een nummer van het Brits discoduo 5000 Volts, geschreven door Tony Eyers. Het nummer werd uitgebracht in 1975 als single en verscheen later op het album 5000 Volts. Het bereikte de eerste positie op de hitlijsten in België, West-Duitsland en Zweden. In de Nederlandse Top 40 bereikte het de derde plek en in de Nederlandse Nationale Hitparade de vijfde plek.

## Achtergrond
Op het nummer worden de vocalen ingezongen door Tina Charles. Maar toch komt haar naam niet voor in de credits van de opname. Deze keuze is gemaakt omdat er destijds sprake was van contractuele problemen met Charles. Dit is ook het enige nummer van 5000 Volts waarop zij te horen is.
In I'm on Fire is een sample te horen van het nummer Black Is Black van Los Bravos.

## Hitnoteringen

### Nederlandse Top 40
| Positie: | 32 | 22 | 11 | 9 | 6 | 3 | 7 | 19 | 31 | 36 | uit |

### NPO Radio 2 Top 2000
| Nummer met noteringen in de NPO Radio 2 Top 2000 | '01  | '02-'03 | '04  | '05  |
| ------------------------------------------------ | ---- | ------- | ---- | ---- |
| I'm on Fire                                      | 1377 | -       | 1752 | 1864 |

1. ↑  Een '-' betekent dat het nummer niet was genoteerd en een vetgedrukt getal geeft de hoogste notering aan.
2. ↑  2001 was het eerste jaar met een notering voor dit nummer.
3. ↑  Deze tabel is bijgewerkt tot en met de meest recente editie (2024).